# Casa dels Cartoixos (Poboleda)
La Casa dels Cartoixos, o Casa dels Frares, és un edifici del municipi de Poboleda (Priorat) inclòs en l'Inventari del Patrimoni Arquitectònic Català.

## Descripció
Construcció de dos cossos adossats, amb façana contínua i de diferents dimensions. El cos principal consta de planta baixa, pis i golfes, amb coberta de teula a dues vessants, i el secundari de planta baixa i pis, també cobert a dues vessants però orientat perpendicularment al principal. L'edifici principal té la façana orientada a migdia i reforçada per dos contraforts de dimensions considerables. Conserva restes d'esgrafiats on apareixen columnes i un fris. A la façana s'obre la porta d'arc rebaixat i dues finestres a la planta baixa; al primer pis, un balcó central amb barana de ferro amb l'escut d'Escaladei i dues finestres, una a cada costat. A les golfes hi ha tres finestrelles ovalades. Les façanes est i sud disposen de sengles rellotges de sol, molt malmesos.

## Història
Presumiblement, el terreny on avui s'aixeca la casa pertanyia des dels inicis a la cartoixa dels frares. Cal suposar que l'actual construcció fou aixecada en substitució d'una altra anterior ja envellida. La casa hauria de ser datada entre els segles XVII i XVIII, quan la Cartoixa adequà o reconstruí diverses edificacions: La Pietat, Mas de Sant Antoni, de Sant Blai, etc. Segurament, hom dirigia des d'allà els camps tancats annexes i d'altres propietats del municipi. A la desamortització, la propietat passà a mans privades. Actualment és deshabitada i els camps propis són dedicats al conreu d'avellaners i oliveres principalment.